# Terradillos (Salamanca)
Terradillos ist eine westspanische Kleinstadt und eine Gemeinde (municipio) mit 3.220 Einwohnern (Stand: 2024) in der Provinz Salamanca in der Region Kastilien und León. Neben dem Hauptort Terradillos gehören zur Gemeinde die Ortschaften und Weiler La Alcubilla, El Barrero, La Maza, Los Perales, die drei Wohnsiedlungen Urbanización Alba Nova, Urbanización el Encinar und Urbanización los Cisnes, Valdescobela und ein Teil von Los Ventorros.

## Lage und Klima
Die ca. 880 m hoch gelegene Gemeinde Terradillos befindet sich im äußersten Süden der altkastilischen Hochebene (meseta). Die Stadt Salamanca ist knapp 22 km in nordwestlicher Richtung entfernt. Das Klima im Winter ist durchaus kühl; die geringen Niederschlagsmengen (ca. 503 mm/Jahr) fallen – mit Ausnahme der nahezu regenlosen Sommermonate – verteilt übers ganze Jahr.

## Geschichte
In der Römerzeit bestand hier die Siedlung Viminatium.

## Bevölkerungsentwicklung
| Jahr      | 1970 | 1981 | 1991 | 2001 | 2011 | 2021 |
| Einwohner | 321  | 395  | 1743 | 3046 | 3419 | 3096 |

Das kontinuierliche Bevölkerungswachstum der Gemeinde basiert im Wesentlichen auf dem Zuzug der durch die Mechanisierung der Landwirtschaft und der Aufgabe bäuerlicher Kleinbetriebe arbeitslos gewordenen Landbevölkerung (Landflucht), die günstigen Wohnraum nahe der Großstadt Salamanca suchte. Die einwohnerreichsten Gebiete in der Gemeinde sind die Urbanizaciónes.

## Sehenswürdigkeiten

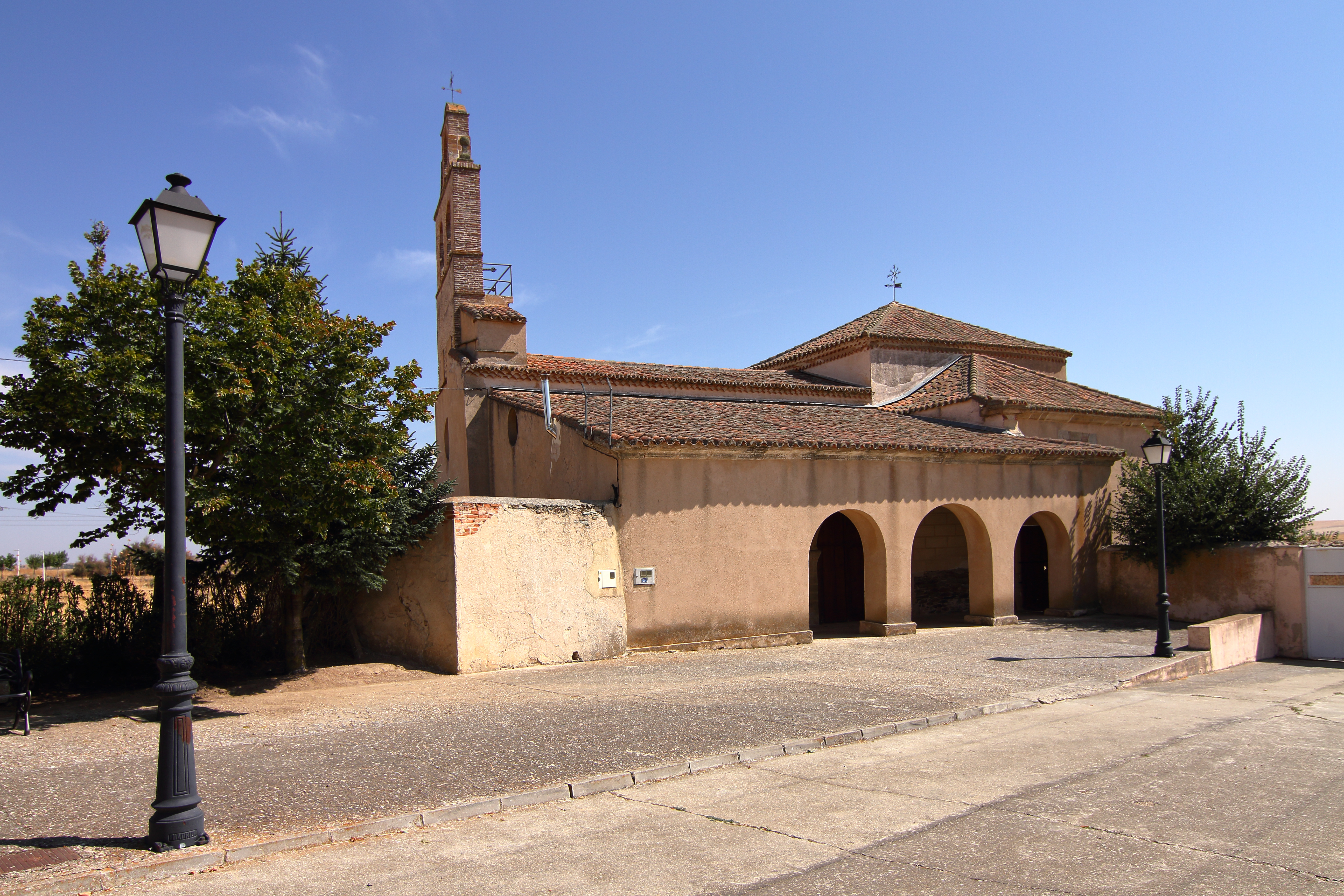
Kirche Mariä Himmelfahrt
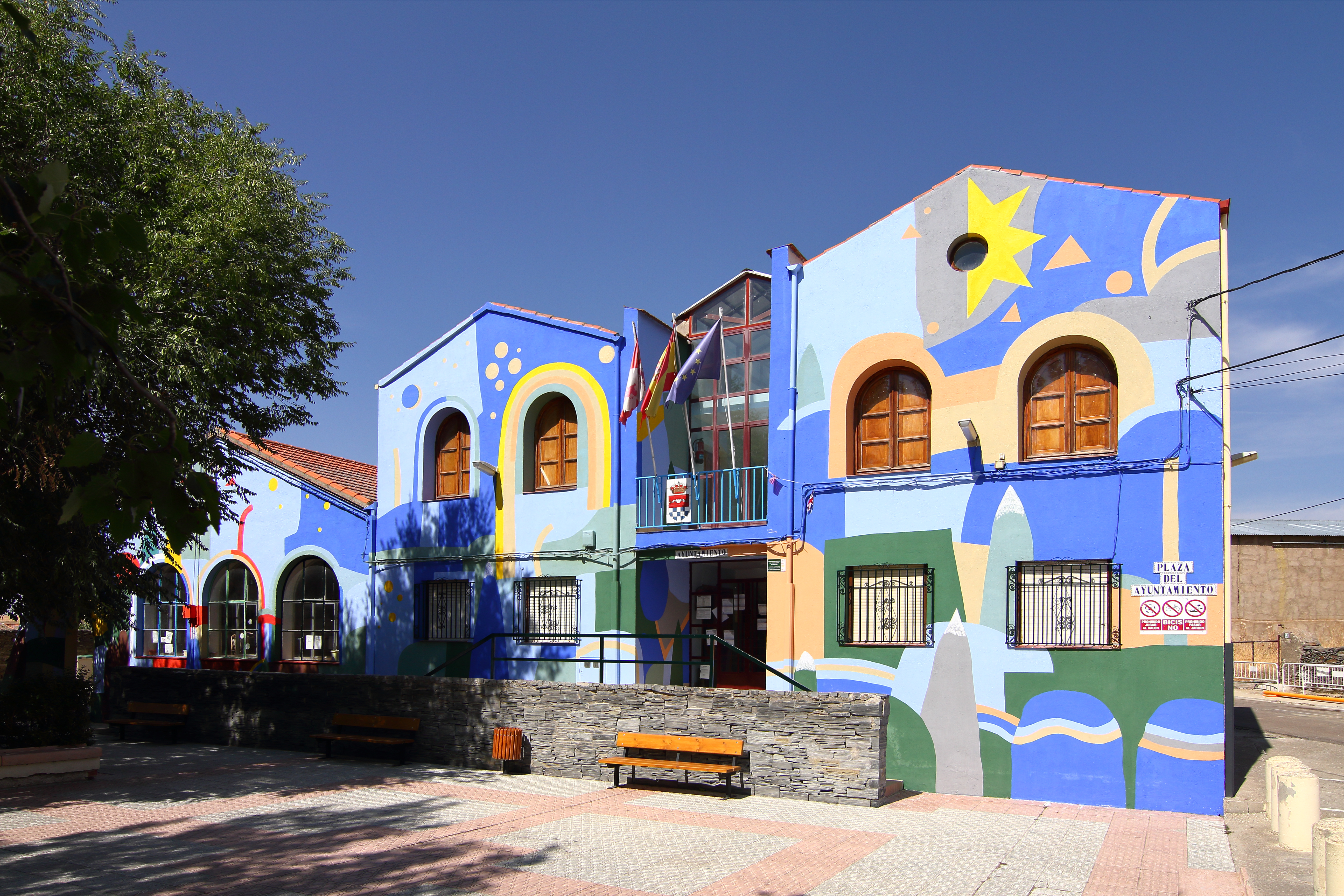
Buntes Rathaus

- Kirche Mariä Himmelfahrt
- Buntes Rathaus